# Alsó-ausztriai borrégió

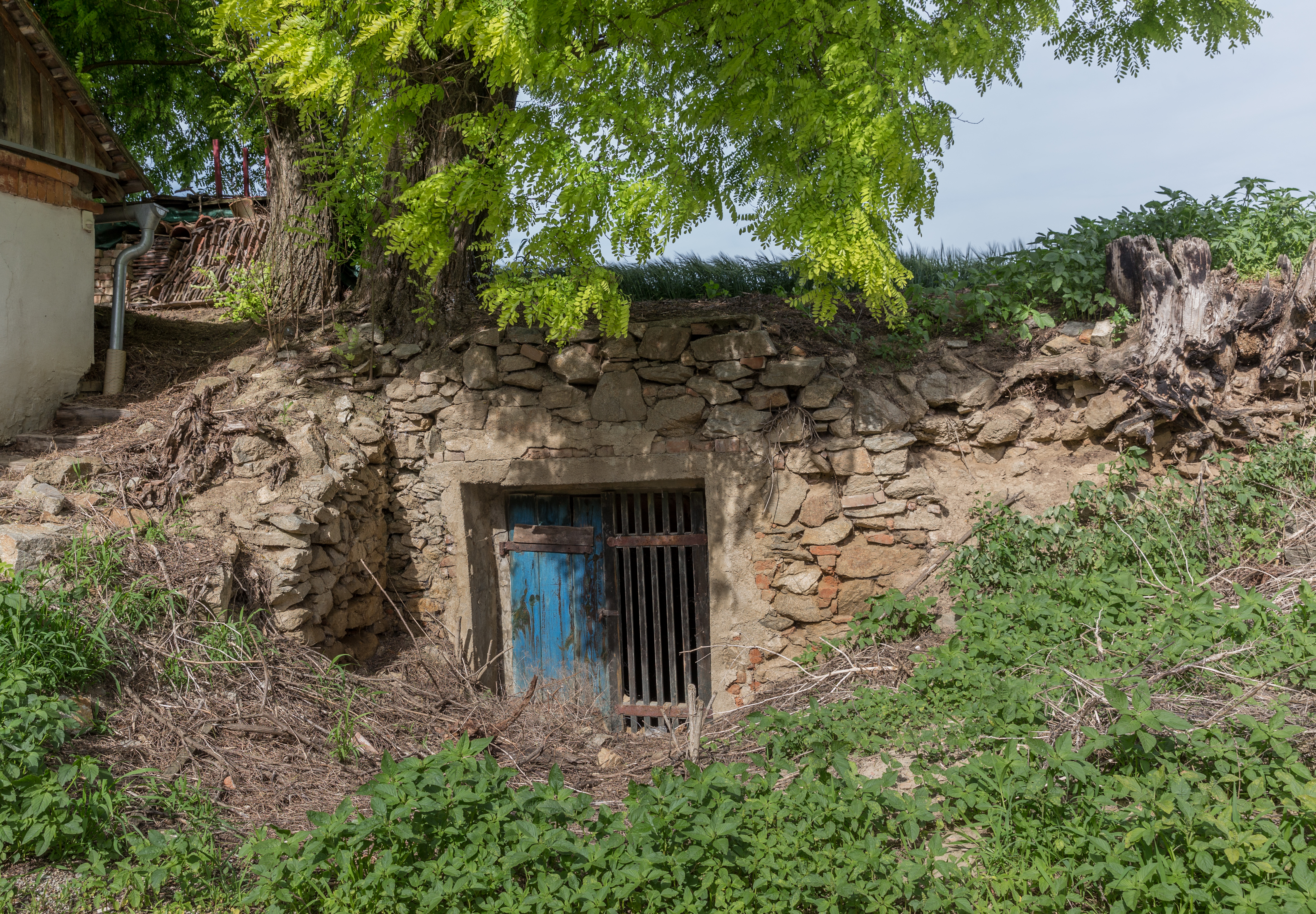
Pincebejárat Reichsgraben ben

Az alsó-ausztriai borrégióban (Niederösterreich, tehát a keleti határvidéken, az Alpok lábainál) vannak Ausztria legfontosabb borvidékei.

## Földrajzi helyzete, tagolása
A régiót a keleti határvidéken, az Alpok lábainál) jelölték ki; a legjobb borok Burgenlandban és Stájerországban (Steiermark), illetve Bécs városában teremnek.
Ebben régióban van az osztrák termőterületek legnagyobb része, több mint 27 000 ha. Borvidékei:
- Wachau borvidéke a legismertebb, népszerűsége világszerte nő.
- Vele szomszédos Kremstal borvidék és Kamptal borvidék — ezeket is egyre inkább meg- és elismerik még a tengeren túl is.
- Az előzőekhez hasonlóan Traisental borvidék is fehér borairól ismert; ezen a fiatal borvidéken nő leggyorsabban az új telepítések száma.
- A régió északi peremén a Weinviertel borvidék, a Duna mentén egészen Bécsig; a Wagram borvidék nagy területeket ölel fel; Bécs önálló borvidéknek számít.
- A fővárostól délre a Thermenregion borvidék, délkeletre a Carnuntum borvidék terül el; ezeken már a vörösborok kerülnek előtérbe. Utóbbi mesterséges képződmény; a soproni borvidék országhatárral levágott része.
- A régió legdélibb része a stájer borvidék — ennek borai frissek, elegánsak, a termőterület sajátosságait szépben tükrözik. A borvidék „zászlóshajója” a Sauvignon Blanc, amely főleg a délnek néző lejtőkön ad kiváló termést.[2]

## Természeti adottságai
Talajai elsősorban:
- a zöld veltelini,
- a rizling,
- a fehér burgundi és
- a chardonnay

termesztésének kedveznek.

## Szőlői, borai
A termés nagy részét a klasszikus európai modellnek megfelelően kevés palackot forgalmazó kisebb, gyakran családi pincészetek állítják elő; a régióban 1100 pince működik. Ezeknél jól megfigyelhetőek az évjáratok különbségei. Ez kb. évi 250 millió liter bor, a világ bortermésének kevesebb, mint 1 %-a.
Ennek ellenére a világ élmezőnyéhez sorolják őket. Ez elsősorban azoknak a radikális intézkedéseknek köszönhető, amelyeket az 1985-ös glikol-botrány (dietilén-glikol fagyálló folyadékkal „javították fel” savanykás ízű boraikat) után vezettek be. A határozott és nagyon szigorú szabályozás teljesen visszaszorította a borhamisítást. Azóta is sok állami pénzt költenek marketingre és szakmai továbbképzésre. Sok fiatal borász ment külföldre tanulni. Az újvilági hatás mind a pincészetek felépítésén, mind a borok stílusán jól észrevehető.
Ausztria első DAC bora (Districtus Austriae Controllatus) egy, a Weinviertel borvidékről kikerült zöld veltelini lett. Ez alapozta meg a borvidék nemzetközi hírnevét, tekintélyét. A ritka piros veltelinit Ausztria legrégibb borászatában, a Stift Klosterneuburg apátságban kóstolhatjuk meg. A Rotgipfler és a cirfandli a Bécsi-erdőben őshonos.

## Turistalátványosságok
A régióban számos borutat építettek ki. Ezek látnivalói közt található Ausztria leghosszabb pincesora Rohrendorfban van.
A szüreti mulatságokat többnyire a helyi borozókban (Heurige) rendezik. Sok látogatót vonzanak a pincesori ünnepek, amelyeken az új borokat kóstolhatják meg. A borkulináriumokban a legjobb borokat és ínyenc ételek élvezetével kapcsolják össze. A vinotékákban és az úgynevezett borvilágokban rendszeresek a borkóstolók. Különleges programok az az ínyencutazások és a borosgazdáknál eltöltött szabadság

### Borősz
A szőlő virágzásától a szüretig, a pincesori ünnepektől a hálaadásig, a borkeresztelőtől az új nedű tavaszi kóstolásáig számos alkalom kínálkozik a bor ünnepelésére. Alsó-Ausztriában a  vénasszonyok nyara borősz néven ismert; ilyenkor egymást érik a borfesztiválok. Csak ritkán esik az eső, a levegőt a kipréselt must és érett alma illata tölti be.